# مالكوم ستاركي
مالكوم ستاركي (بالإنجليزية: Malcolm Starkey)‏ هو لاعب كرة قدم بريطاني في مركزي ظهير ‏، ولد في 25 يناير 1936 في Bulwell ‏ في المملكة المتحدة. لعب مع شروزبري تاون ونادي بلاكبول ونادي تشستر سيتي.